# Kerstin Weng
Kerstin Weng (* 1982) ist eine deutsche Modejournalistin und Chefredakteurin, die auch als Bloggerin bekannt ist.
Weng studierte Modejournalismus an der Akademie Mode & Design in München; das Studium schloss sie mit dem Diplom ab. Sie arbeitete als freie Journalistin für verschiedene Medien wie die Textil-Revue, das Magazin der Süddeutschen Zeitung und die Zeitschrift Neon. 2007 ging sie als Redakteurin zu Myself und stieg dort zur Ressortleiterin auf. Ressortleiterin war sie anschließend 2012/2013 auch bei der Burda-Marke Cover. 
2013 wurde sie im Alter von 30 Jahren zur Chefredakteurin der deutschen Ausgabe von Cosmopolitan berufen und löste in dieser Funktion Carolin Schuhler ab.
Im Januar 2015 übernahm sie die Chefredaktion des Online-Modeportals Stylight.
Seit Februar 2016 war sie als Nachfolgerin von Annette Weber Chefredakteurin der Modezeitschrift InStyle.
Am 22. Oktober 2021 wurde bekannt, dass sie die Leitung der deutschen Vogue übernehmen wird.